# 高杉勇次
高杉 勇次（たかすぎ ゆうじ、1971年10月3日 - ）は、日本の俳優、モデル、アーティスト。東京都出身。身長183cm。
趣味、特技はランニング、ウェイトトレーニング、料理。
高校在学中にテレビドラマデビュー。その後モデルとして活動を始める。イタリア（ミラノ・コレクション）、ドイツ、中国、シンガポール、香港、台湾など海外での広告、ショーモデルとしても活躍。
モデルと並行して、演劇ユニットを立ち上げ精力的に活動。2007年より主に商業舞台に出演。テレビプロデューサー石井ふく子演出作品への出演や北島三郎一座に在籍していた。
またアーティストとしても活動し、様々なアートフェアなどの絵画展で作品を発表している。
アンボメー株式会社のイメージキャラクターも手掛けている。

## 出演作品

### 映画
- 男はつらいよ（松竹）
- 蟬しぐれ（2005年　東宝）

### テレビドラマ
- 探偵 左文字進6「避暑地の殺人者」（2002年10月7日、TBS）
- 逃亡者 おりん 第7話（2006年、テレビ東京） 毘沙門 役
- ママまっしぐら!（TBS）
- 新・風のロンド（2006年 東海テレビ製作、フジテレビ系列）
- ショカツの女3　テレビ朝日
- 火災調査官・紅蓮次郎 スペシャル（2010年、テレビ朝日）
- 北アルプス山岳救助隊10、11　テレビ東京

### 舞台
- 宮廷女官チャングムの誓い（日生劇場、御園座）
- おしん（新橋演舞場、御園座）
- 北島三郎特別公演2010〜15年（青山劇場、日生劇場、五反田ゆうぽうとホール、御園座、新歌舞伎座、博多座、明治座）
- 花や蝶や（東京芸術劇場）
- 花盛り四姉妹〜吉野まほろば物語〜（新歌舞伎座、明治座）

### CM
- ケンタッキー・フライド・チキン　ケイジャン
- サッポロ北海道生ビール
- 第一製薬メディエード
- モービル石油
- JAL
- ネスレVittel
- SONYハンディカム
- NTTドコモ
- JRA
- みずほ銀行
- マイクロソフト
- ロート製薬
- トヨタ自動車 マークX
- ヱビスビール
- 花王ヘルシアウォーター
- はるやま
- アクサダイレクト生命保険
- 富士通ICT
- サントリー特茶
- キッコーマン豆乳
- amazon
- 富士フイルム
- サントリーセサミンEX
- 東洋ライス金芽米
- ムヒAZ錠

### 雑誌
- MEN'S CLUB
- Gainer
- Begin
- ゼクシィ
- Street Jack

### ショー
- VERSACE
- GUCCI
- ROMEO GIGLI
- DUNHILL
- TRUSSARDI
- HARAM